# 布倫頓·道爾
布倫頓·愛德華·道爾（英語：Brenton Edward Doyle，1998年5月14日—），為美國職棒大聯盟的中外野手，目前效力於科羅拉多洛磯。他在2023年登上大聯盟。

## 職業生涯
2019年大聯盟選秀，洛磯在第四輪選進道爾。2020年，小聯盟賽季因為COVID-19疫情肆虐而全面暫停。
2021年，道爾已經成為洛磯小聯盟最佳新秀。他在高階1A繳出2成79的打擊率，並敲出16轟與47分打點。2022年，他在2A和3A共繳出2成56的打擊率，並敲出26轟與77分打點。
2023年，道爾從3A開季。他在4月24日升上大聯盟，當時他在3A的打擊率高達3成06。整季他在大聯盟繳出2成03的打擊率，並敲出10轟與22次盜壘成功。而他也靠著優異的防守，讓他在菜鳥年就拿下金手套獎。

## 外部連結
- 球員資訊和成績在MLB，ESPN，Baseball Reference，Fangraphs，The Baseball Cube （英文）